# Phanoperla sertispina
Phanoperla sertispina és una espècie d'insecte plecòpter pertanyent a la família dels pèrlids que es troba a Àsia: Tailàndia i l'Índia.